# Euroschinus
Euroschinus  es un género de plantas con 14 especies,  perteneciente a la familia de las anacardiáceas.

## Taxonomía
El género fue descrito por Joseph Dalton Hooker y publicado en Genera Plantarum 1: 422. 1862.

## Especies
| - Euroschinus aoupiniensis - Euroschinus elegans - Euroschinus falcatus - Euroschinus jaffrei - Euroschinus ledermannii - Euroschinus obtusifolius | - Euroschinus papuanus - Euroschinus rubromarginatus - Euroschinus sylvicola - Euroschinus verrucosus - Euroschinus vieillardi |